# MASKMEN
『MASKMEN』（マスクメン）は、テレビ東京系列を中心に2018年1月13日（1月12日深夜）から3月24日（3月23日深夜）まで放送されたテレビドラマである。

## 概要
「ドラマ25」枠（土曜日1時台）の第4作目。
くっきー（野性爆弾）が、謎の新人芸人「人印（ピットイン）」をプロデュースする。その成長過程を記録したドキュメンタリードラマである。

## 主要キャスト
- 斎藤工
- くっきー（野性爆弾）
- 人印
  - 斎藤工
  - 井上章一（ディレクター）
  - 手塚とおる

## スタッフ
- ナレーター - 佐藤芳洋
- アドバイザリー - 松江哲明
- 音楽 - 土門典彰
- オープニングテーマ - MAN WITH A MISSION「Freak It! feat. 東京スカパラダイスオーケストラ」（ソニー・ミュージックレコーズ）
- エンディングテーマ「マスカレイド」（武士JAPANミュージック）
  - Toshl（龍玄とし）
  - Toshl feat.斎藤工
- ディレクター - 佐々木堅人（第10・11話）、井上章一、加藤富久
- 構成 - 竹村武司
- プロデューサー - 藤野慎也（テレビ東京）、佐久間大介、小林有衣子
- チーフプロデューサー - 大和健太郎（テレビ東京）
- 監督 - 久保田集
- 制作 - テレビ東京、イースト・ファクトリー
- 製作著作 - 『MASKMEN』製作委員会

## 放送日程
| 話数 | 放送日  | サブタイトル | 主要出演者                                                 |
| ---- | ------- | ------------ | ---------------------------------------------------------- |
| 1    | 1月13日 | 正体         | ミラクルひかる ニッチェ 曇天三男坊 ロッシー(野性爆弾)      |
| 2    | 1月20日 | 誕生         | -                                                          |
| 3    | 1月27日 | 始動         | 野々村友紀子 NSC東京校22・23期生                           |
| 4    | 2月03日 | 修行         | サンキュータツオ                                           |
| 5    | 2月10日 | 岐路         | 野々村友紀子 ジャングルポケット コロコロチキチキペッパーズ |
| 6    | 2月17日 | 苦悩         | 小峠英二（バイきんぐ）                                     |
| 7    | 2月24日 | 決意         | Toshl                                                      |
| 8    | 3月03日 | 結集         | 石田明（NON STYLE）                                        |
| 9    | 3月10日 | 前夜         | 野々村友紀子                                               |
| 10   | 3月17日 | 挑戦         | 永野                                                       |
| 11   | 3月24日 | 芸人         | 石田明（NON STYLE） 野々村友紀子 手塚とおる                |

## 放送局
| 放送期間                | 放送日時                     | 放送局         | 放送対象地域 | 備考           |
| ----------------------- | ---------------------------- | -------------- | ------------ | -------------- |
| 2018年1月13日 - 3月24日 | 土曜 0:52 - 1:23（金曜深夜） | テレビ東京     | 関東広域圏   | 制作局         |
| 2018年1月13日 - 3月24日 | 土曜 0:52 - 1:23（金曜深夜） | テレビ北海道   | 北海道       |                |
| 2018年1月13日 - 3月24日 | 土曜 0:52 - 1:23（金曜深夜） | テレビ大阪     | 大阪府       |                |
| 2018年1月13日 - 3月24日 | 土曜 0:52 - 1:23（金曜深夜） | TVQ九州放送    | 福岡県       |                |
| 2018年1月26日 -         | 金曜 1:00 - 1:30（木曜深夜） | テレビ愛知     | 愛知県       | 遅れネット     |
| 2018年1月29日 -         | 月曜 1:00 - 1:29（日曜深夜） | テレビ和歌山   | 和歌山県     | 独立放送局     |
| 2018年1月29日 -         | 月曜 1:30 - 1:59（日曜深夜） | 奈良テレビ放送 | 奈良県       | 独立放送局     |
| 2018年2月20日 -         | 水曜 1:25 - 1:55（火曜深夜） | 福島テレビ     | 福島県       | フジテレビ系列 |

## 関連商品
- DVD BOX（2018年7月4日、vap）
- 各種オリジナルグッズ[7]